# Sellimonas intestinalis
Sellimonas intestinalis es una especie de bacteria grampositiva del género Sellimonas. Fue descrita en el año 2016, es la especie tipo. Su etimología hace referencia a intestino. Es anaerobia estricta y móvil. Catalasa y oxidasa negativas. Tiene un tamaño de 0,6-0,8 μm de ancho por 1,0-1,2 μm de largo. Forma colonias entre blancas y amarillentas. Temperatura de crecimiento entre 25-45 °C, óptima de 37 °C.
Existen tres linajes: el linaje I, encontrado en cepas de Chile y Francia; el linaje II, de cepas de Corea del Sur y Finlandia; y el linaje III, de cepas de China y Estados Unidos. Algún estudio sugiere que podría ser una especie indicadora de la recuperación de la homeostasis intestinal.